# Dryadaula marmoreipennis
Dryadaula marmoreipennis är en fjärilsart som beskrevs av Walsingham 1897. Dryadaula marmoreipennis ingår i släktet Dryadaula och familjen äkta malar. Inga underarter finns listade i Catalogue of Life.